# Igatpuri
Igatpuri é uma cidade  do estado indiano de Maharashtra, localizada no distrito municipal de Nashik. Fica situada no Ghats Ocidental.Igatpuri é conhecida por seus templos e alguns trens que passam por essa rota  normalmente mudam locomotivas nesta parada.Igatpuri é rodeada pelos cumes  altos em Sahyaadri.
O Centro Internacional para Meditação de Vipassana fica situado em Igatpuri.
Esta região consiste nessas montanhas que são acessadas através de ida de trens de Mumbai CST para Kasara e Igatpuri. Trens locais só sobem Kasara e não escalam o Thal Ghat de Kasara para Igatpuri. Conseqüentemente para ir para Igatpuri, a pessoa tem que pegar um trem de longa distância ou alcançar Kasara e então pega-se um ônibus.